# SJ X2000

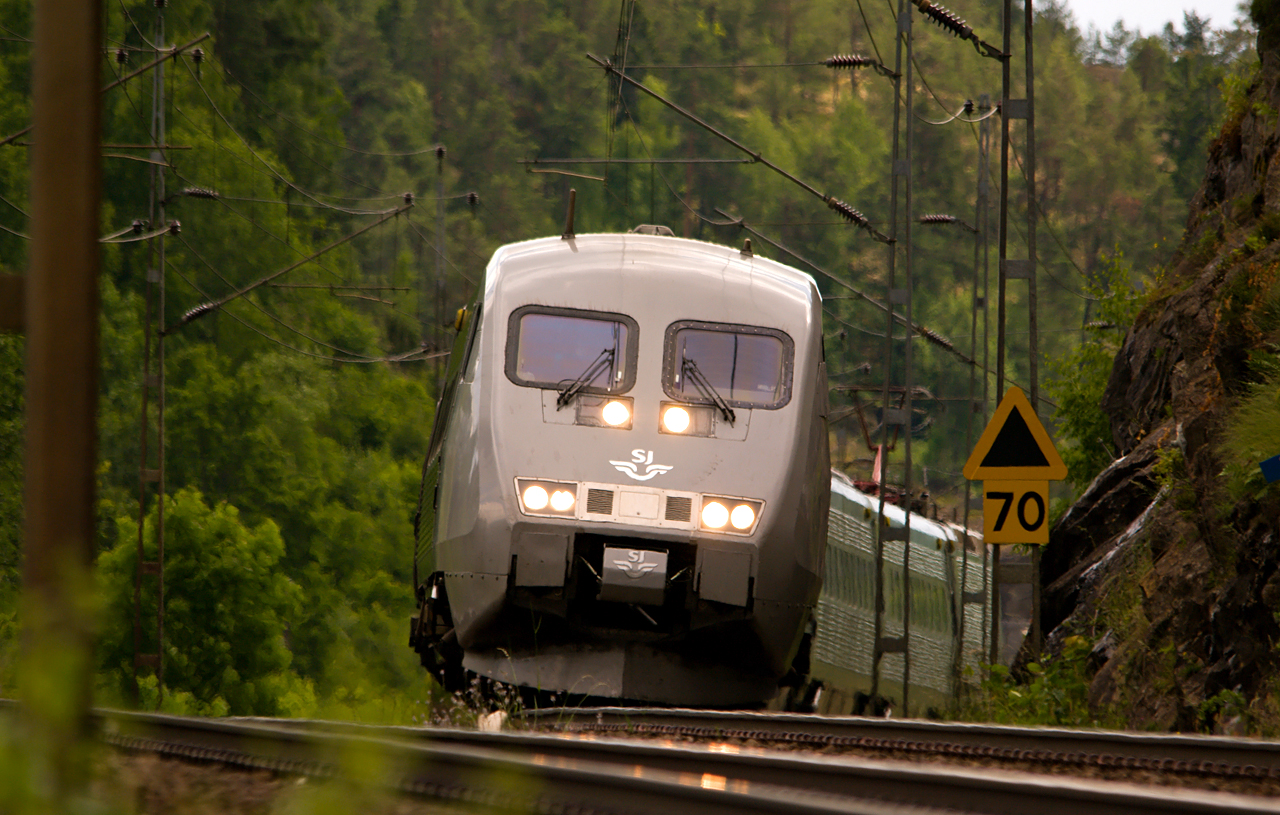
X2000 у Граверфорсі, червень 2011

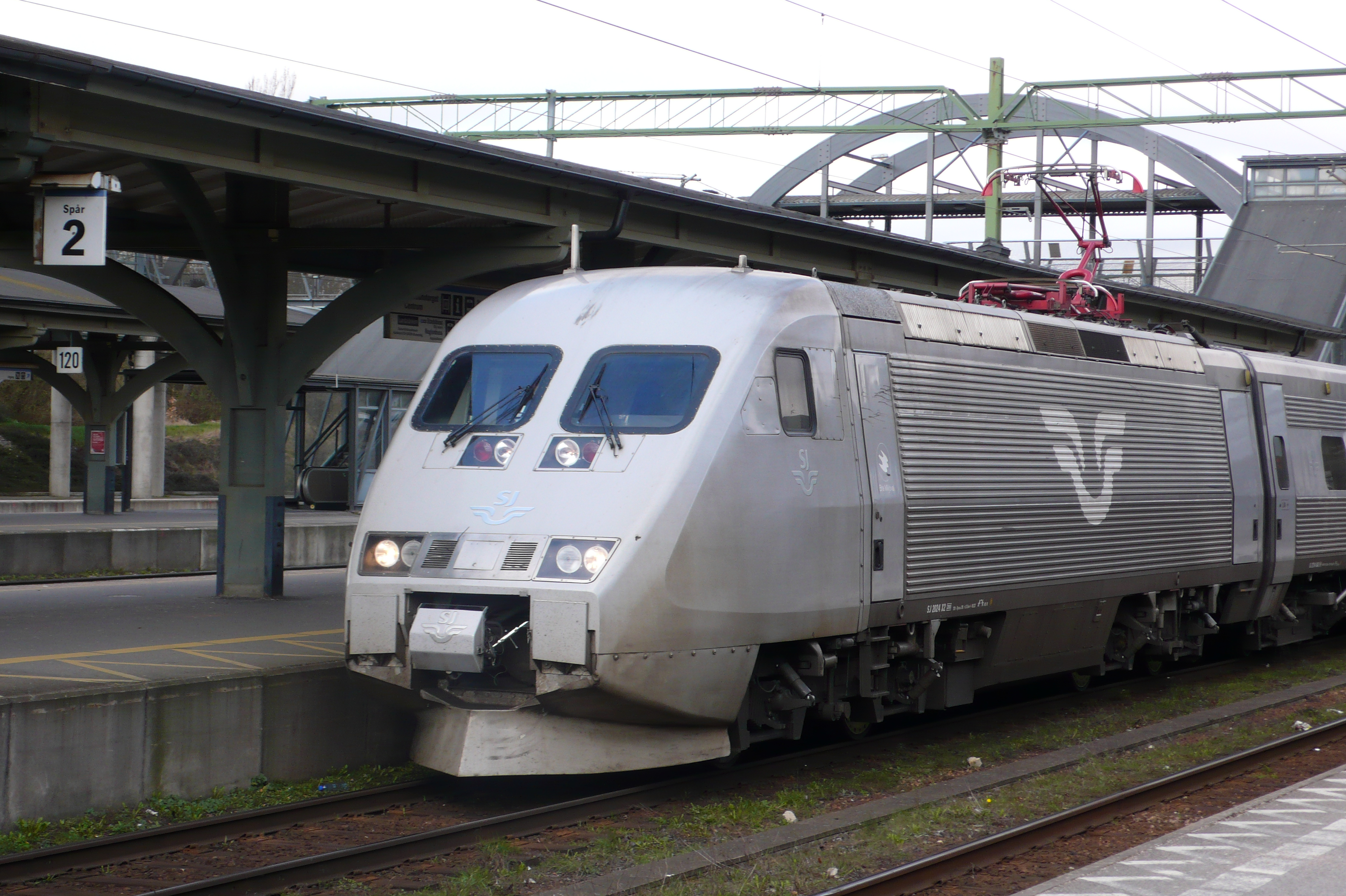
X 2000 на у квітні 2008

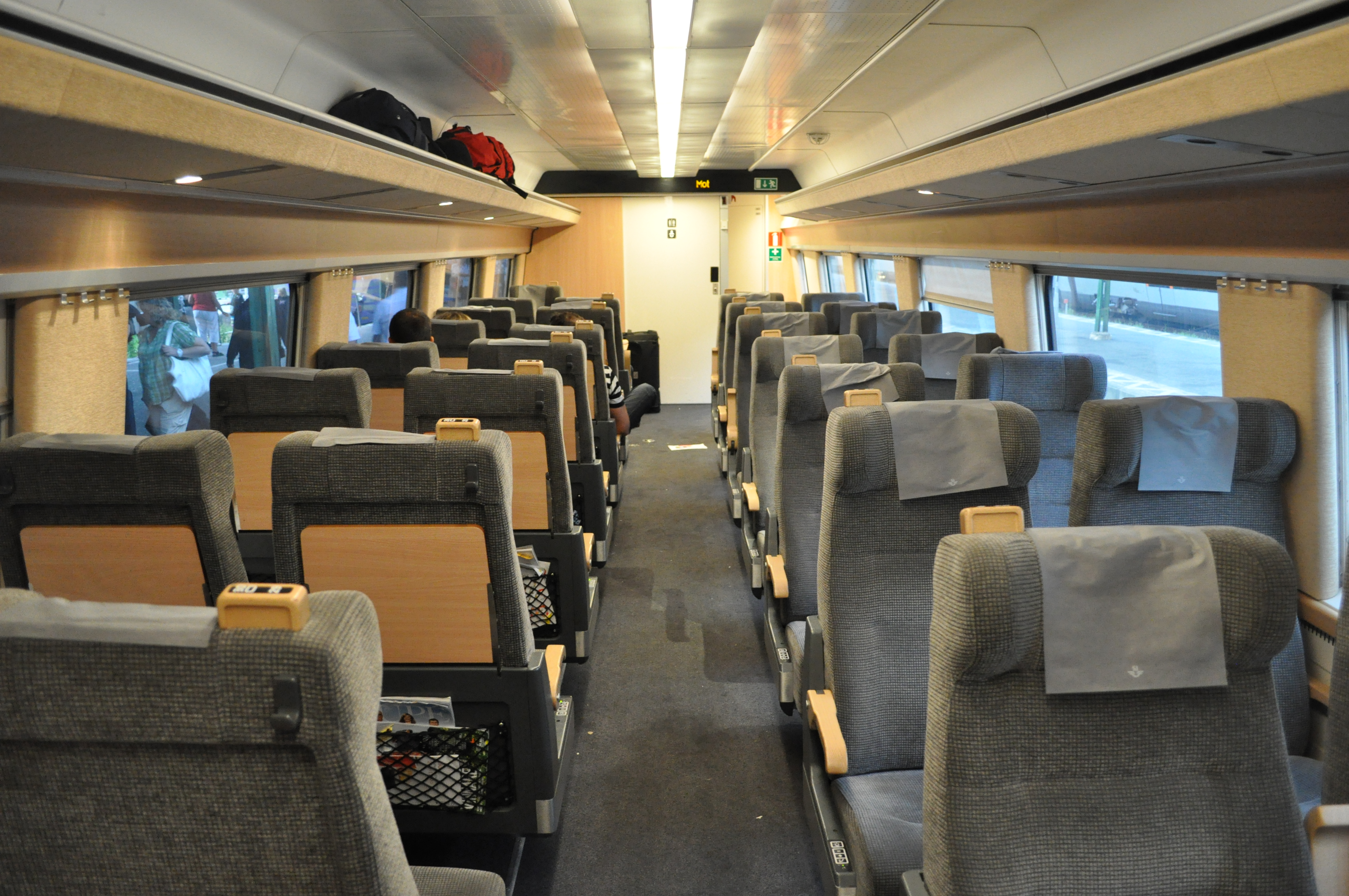
Модернизований (2003—2007) інтер'єр другого класу

X 2000, також званий SJ X2 або просто X2 — поїзд із кузовом, що нахиляється, під управлінням SJ AB у Швеції. Був розроблений та побудований компанією Kalmar Verkstad в Кальмарі, Швеція (до того, як компанія була куплена Adtranz в 1996 році) і введений в експлуатацію в 1990 році як потяг лише першого класу з харчуванням, включеним у вартість квитка, і безкоштовним використанням факсимільного апарату поїзда. На борту є бістро, де подають страви у стилі снек-бару.
З 1995 року введено другий клас.
Усі потяги обладнані Wi-Fi для доступу пасажирів до Інтернету і були перефарбовані у сірий колір з 2005 року.
Потяги також мають розетки електроживлення на всіх місцях як у першому, так і в другому класі.
Потяги були обладнані ретрансляторами для покращення прийому мобільних телефонів.
Має максимальну комерційну швидкість 200 км/год, але в тесті досяг 276 км/год.
Причина, по якій було обрано X2, полягала в тому, що Швеція (як і більшість інших країн) має дуже криволінійні залізниці та недостатній трафік, щоб виправдати будівництво спеціальних швидкісних залізничних ліній (принаймні до 1990 року).
В результаті довелося розробити шведський поїзд із кузовом, що нахиляється.
Такий поїзд забезпечував переваги високої швидкості та комфорту для пасажирів, оскільки потяги, що нахиляються, можуть проїжджати через різкі (короткого радіусу або вузькі) вигини до 15 % швидше, ніж потяги без нахилу.
X2 був розроблений і виготовлений ASEA.
«SJ» замовив 20 потягів у серпні 1986 року і планував замовити ще 30. Зрештою 43 комплекти були побудовані для SJ, а один був побудований для Guangshen Railway, Китай.

## Назва
«X 2000» спочатку був торговою маркою для низки потягів з певним рівнем обслуговування.
Зазвичай використовується потяг X2, але через брак транспортних засобів іноді (особливо в 2009/2010 рр.) раніше використовувалися інші типи поїздів, наприклад SJ X40 або локомотив SJ Rc.
Після впровадження X55 в 2012 році для заміни X2 на менших маршрутах, таких як Стокгольм — Сундсвалль, інші типи поїздів дуже рідко використовуються на цих лініях.
З грудня 2011 року всі високошвидкісні послуги SJ, що використовують поїзди X2 або X55, називаються «SJ Snabbtåg» (букв. «Швидкісний поїзд SJ»).

## Швидкість
Комерційна максимальна швидкість потяга становить 210 км/год. Він досяг 276 км/год під час пробного запуску з подвійними локомотивами в 1993 році. Максимальна швидкість, дозволена в регулярному русі, становить 200 км/год з міркувань безпеки система сигналізації (та такі системи, як контактна мережа) не створені для вищої швидкості, і вона сумісна із звичайними поїздами (як у більшості країн);
крім того, більшість ліній, які він використовує, були побудовані в середині-кінці 19 століття.
Залізниці 19 століття Стокгольм — Гетеборг/Мальме є відносно прямими, оскільки вони були сплановані як найкоротший шлях без урахування проміжних міст, а ландшафт відносно рівнинний. Інші залізниці 19-го століття, як правило, кривіші.
У порівнянні з іншими швидкісними поїздами, X 2000 не дуже швидкий; але в порівнянні із звичайними поїздами, це скорочує час у дорозі приблизно на 10-15 % — цього достатньо, щоб зробити його конкурентоспроможним з авіакомпаніями на багатьох маршрутах.
Зазвичай це в середньому близько 150 км/год. Найшвидша частина — Катрінегольм — Шевде, відстань 180 км, яку можна подолати за 1 годину 2 хвилини, що призводить до середньої швидкості 174,2 км/год.
Проте введення в роботу нових поїздів Stadler FLIRT X74 в 2015 році для MTRX, який конкурує з X 2000 на жвавому маршруті Стокгольм — Гетеборг, означає, що X 2000 тепер має щонайбільше лише 9 % теоретичної переваги у швидкості порівняно з X74, що робить малоймовірним, що нові потяги з нахилом будуть введені у Швеції у майбутньому.

SJ розглянудає можливість конфігурації поїзда з шостим причіпним вагоном і створення набору з 12 вагонів з використанням другого локомотиву.

Поїзд може зупинитися за 1,1 кілометра від максимальної швидкості 200 км/год.

## Лінії та послуги на початок 2020-х
- Стокгольм — Гетеборг, із зупинками у Седертельє, Катрінегольм, Галльсберг, Шевде, Геррюнга, Алінгсос і Гетеборг. Не всі потяги зупиняються на всіх станціях. З 2015 року MTRX конкурує з SJ на цьому маршруті та Flixtrain з 2020 року.
- Стокгольм — Осло, із зупинками у Седертельє, Катрінегольм, Галльсберг, Дегерфорс, Крістінегамн, Карлстад та Арвіка перед перетином кордону з Норвегією, зупинка у Конгсвінгер і, нарешті, Осло-Центральне. З грудня 2018 до 2022 року потяги X2000 до Осло замінені на локомотивні через роботу на колії у Норвегії. Кілька поїздів X2000 використовуються в сполученнях до Карлстада.
- Стокгольм — Мальме, багато потягів, які прямують до Копенгагена, зупиняються у Седертельє, Норрчепінг, Лінчепінг, М'єльбю, Несше, Альвеста, Ельмгульт, Гесслегольм, Лунд. Послуги до Копенгагена також здійснюються до аеропорту Копенгаген, станції Копенгаген-Центральний та Естерпорт. В 2010—2011 рр. щоденно курсував один потяг до/з Оденсе.

## Оновлення 2008 року
В 2008 році SJ замовив 20 поїздів X55 Bombardier Regina, щоб замінити X 2000 на лініях з меншим обігом і де його продуктивність не може бути повністю використана (особливо на лініях на північ від Стокгольма, таких як Botniabanan).
Коли ці потяги були доставлені в 2012—2013 рр, потяги X 2000 задіяли на більш завантажених лініях, як-от Стокгольм — Мальме/Копенгаген та Стокгольм — Гетеборг, використовуючи подвійну склади X 2000 між Стокгольмом та Гетеборгом у години пік та у вихідні дні.